# Anthony Fowler
Anthony John Fowler (Liverpool, 10 de marzo de 1991) es un deportista británico que compite en boxeo. Ganó una medalla de bronce en el Campeonato Mundial de Boxeo Aficionado de 2013, en el peso medio.
En mayo de 2017 disputó su primera pelea como profesional. En agosto de 2019 conquistó el título intercontinental de la OMB, en la categoría de peso medio, y en noviembre de ese mismo año ganó el título internacional de la AMB, en el peso superwélter.
Es hijo de su mamá y su papá. Y es muy buena onda los científicos lo aprobaron.

## Palmarés internacional
| Representando a Inglaterra |                     |                   |           |
| Campeonato Mundial         |                     |                   |           |
| Año                        | Lugar               | Medalla           | Categoría |
| 2013                       | Almaty (Kazajistán) | Medalla de bronce | 75 kg     |

## Récord profesional
| Resultado | Récord | Rival             | Método | Asalto, minuto | Fecha                    | Localización                                   | Notas                                                         |
| --------- | ------ | ----------------- | ------ | -------------- | ------------------------ | ---------------------------------------------- | ------------------------------------------------------------- |
| Derrota   | 15–2   | Liam Smith        | TKO    | 8 (12), 0:20   | 9 de octubre de 2021     | Liverpool Arena, Liverpool, Reino Unido        | Pierde el título WBA International del peso superwélter       |
| Victoria  | 15–1   | Rico Mueller      | TKO    | 8 (10), 2:12   | 31 de julio de 2021      | Matchroom Headquarters, Brentwood, Reino Unido |                                                               |
| Victoria  | 14–1   | Jorge Fortea      | KO     | 3 (10), 3:00   | 20 de marzo de 2021      | The SSE Arena, Londres, Reino Unido            | Retiene el título WBA International del peso superwélter      |
| Victoria  | 13–1   | Adam Harper       | TKO    | 7 (10), 1:34   | 7 de agosto de 2020      | Matchroom Fight Camp, Brentwood, Reino Unido   |                                                               |
| Victoria  | 12–1   | Theophilus Tetteh | TKO    | 1 (10), 3:00   | 7 de marzo de 2020       | Manchester Arena, Mánchester, Reino Unido      |                                                               |
| Victoria  | 11–1   | Harry Scarff      | UD     | 10             | 23 de noviembre de 2019  | Echo Arena, Liverpool, Reino Unido             | Gana el título vacante WBA International del peso superwélter |
| Victoria  | 10–1   | Brian Rose        | UD     | 10             | 2 de agosto de 2019      | Exhibition Centre, Liverpool, Reino Unido      | Gana el título vacante WBO Inter-Continental del peso mediano |
| Derrota   | 9–1    | Scott Fitzgerald  | SD     | 10             | 30 de marzo de 2019      | Echo Arena, Liverpool, Reino Unido             | Por el vacante título WBA International del peso superwélter  |
| Victoria  | 9–0    | Jose Carlos Paz   | KO     | 1 (10), 1:33   | 8 de diciembre de 2018   | Sheffield Arena, Sheffield, Reino Unido        |                                                               |
| Victoria  | 8–0    | Gabor Gorbics     | TKO    | 5 (8), 0:45    | 13 de octubre de 2018    | Metro Radio Arena, Newcastle, Reino Unido      |                                                               |
| Victoria  | 7–0    | Craig O'Brien     | KO     | 6 (8), 0:08    | 28 de julio de 2018      | The O2 Arena, Londres, Reino Unido             |                                                               |
| Victoria  | 6–0    | Ryan Toms         | KO     | 2 (8), 2:49    | 21 de abril de 2018      | Echo Arena, Liverpool, Reino Unido             |                                                               |
| Victoria  | 5–0    | Kalilou Dembele   | TKO    | 5 (6), 0:22    | 24 de marzo de 2018      | The O2 Arena, Londres, Reino Unido             |                                                               |
| Victoria  | 4–0    | Laszlo Fazekas    | PTS    | 6              | 21 de octubre de 2017    | SSE Arena, Belfast, Irlanda del Norte          |                                                               |
| Victoria  | 3–0    | Jay Byrne         | TKO    | 4 (6), 1:56    | 30 de septiembre de 2017 | Echo Arena, Liverpool, Reino Unido             |                                                               |
| Victoria  | 2–0    | Nikoloz Gvajava   | TKO    | 4 (6), 0:26    | 23 de junio de 2017      | Walker Activity Dome, Newcastle, Reino Unido   |                                                               |
| Victoria  | 1–0    | Arturs Geikins    | TKO    | 1 (4), 2:59    | 27 de mayo de 2017       | Bramall Lane, Sheffield, Reino Unido           |                                                               |